# Roncegno Terme
Roncegno Terme es una localidad italiana y ayuntamiento  de la provincia de Trento, región de Trentino-Alto Adigio, con 2.732 habitantes.

## Evolución demográfica
| Gráfica de evolución demográfica de Roncegno Terme entre 1861 y 2001 |
|                                                                      |
| Fuente ISTAT - elaboración gráfica de Wikipedia                      |